# Rodrigo Araya Morales
Rodrigo Alejandro Araya Morales es un médico y político chileno, militante del Frente Amplio (FA). Ejerció como consejero regional de Aysén entre 2018 y 2022, además entre 2022 y 2024 se desempeñó como delegado presidencial regional de Aysén en el gobierno del presidente Gabriel Boric.

## Biografía
Araya se graduó de Medicina en la Universidad de Chile en 1994, año en que se radicó en Coyhaique. En la misma institución, obtuvo un postgrado en Medicina familiar. Posee un Diplomado de Gestión de Centros de Salud Familiar, postítulo en Infancia y Adolescencia de la Universidad de La Frontera y un Magíster con especialización en Salud (MBA) de la Universidad Andrés Bello.
Ejerció como Médico Integral en el Consultorio Alejandro Gutiérrez, Médico General de Zona en el Hospital de Chile Chico y Consultorio Alejandro Gutiérrez, y Médico Especialista en Medicina Familiar del Servicio de Salud Aysén. Durante tres períodos, entre los años 2003 y 2010, ejerció como Director del Centro de Salud Familiar (Cesfam) Coyhaique. Entre las responsabilidades en organizaciones sociales y gremios, participó como tesorero del Consejo Regional Coyhaique del Colegio Médico entre 2011 y 2014 y en la mesa directiva de la Junta de Vecinos Corvi, entre 2017 y 2020.
Se presentó como candidato a concejal por Coyhaique, obteniendo un 3,86% de los votos, no resultando electo. Posteriormente, participó en las elecciones de consejeros regionales de 2017, en las que resultó electo con un 4,91% de los votos. Ahí presidió la Comisión de Ciencia, Tecnología e Innovación, además de integrar las comisiones de Fomento Productivo y Especial de Educación. Posteriormente, volvió a postular al mismo cargo, sin lograr la reelección. El 28 de febrero del 2022, el presidente electo Gabriel Boric lo nombró como el próximo delegado presidencial regional de Aysén, cargo que comenzó a ejercer el 11 de marzo del mismo año.

## Historial electoral

### Elecciones de consejeros regionales de 2017
- Elecciones de consejeros regionales de Chile de 2017, a consejero regional por el distrito 27 (comuna de Coyhaique)[4]